# Аморальные истории
«Аморальные истории» (фр. Contes immoraux) — эротический фильм, снятый польским режиссёром Валерианом Боровчиком во Франции. Состоит из четырёх частей. Экранизация произведения Андре Пьейра де Мандьярга.

## Сюжет
Фильм состоит из пяти новелл:
- Прилив (фр. La Marée) — действие происходит в современной Франции. Двадцатилетний Андре заставляет свою шестнадцатилетнюю кузину сделать ему минет. Действие происходит на морском берегу, когда начинается прилив. Во время сексуального акта Андре рассказывает кузине теорию морских приливов. Оригинальная история Андре де Мандьярга.
- Философ Тереза. XIX столетие, Франция. Сельская девушка смешивает в своём воображении свою преданность Христу со своей пробуждающейся сексуальностью. Во время мастурбации она лишает себя девственности огурцом, однако местные жители считают, что она была изнасилована бродягой и требуют её беатификации.
- Чудовище (эпизод был позднее исключён из фильма и превращён в полнометражный фильм Зверь). Аристократичная девушка бежит в лес за убежавшим ягнёнком, и становится жертвой сексуального насилия со стороны чудовища, растерзавшего ягнёнка. Но ей нравится. Зверь умирает, истощённый любовными утехами, и она его хоронит.
- Эржебет Батори. XVII век, Королевская Венгрия. Графиня Батори объезжает свои владения, чтобы набрать молодых девушек, которые якобы будут служить в её Чахтицком замке. Однако девушек ждёт страшный конец — в ванне с их кровью графиня купается с целью сохранить молодость. Однако слухи о творящихся в замке графини ужасах достигают двора императора, который приказывает арестовать графиню.
- Лукреция Борджиа. Конец XV века, Италия. Римский папа Александр VI занимается групповым инцестом со своими детьми — дочерью Лукрецией и сыном Чезаре. Для этого Папа идёт даже на убийство собственного зятя Джованни Сфорца. Всё это вызывает обличение со стороны известного проповедника Джироламо Савонаролы.

## В ролях
- Лиз Данверс — Джули
- Фабрис Лукини — Андре
- Шарлотт Александра — Тереза
- Палома Пикассо — Елизавета Батори
- Паскаль Кристоф — Иштван
- Флоренс Беллами — Лукреция Борджиа
- Якопо Бериници — Папа Римский Александр VI
- Лоренцо Бериници — Чезаре Борджиа
- Филипп Дебёф — Джироламо Савонарола

## Интересные факты
- В роли Эржебет Батори снялась Палома Пикассо.
- В съёмках истории Батори, которые проводились в Швеции, снялась известная шведская порноактриса Мари Форса[швед.] — в небольшой роли девушки, засовывающей во влагалище жемчужину из разорванного ожерелья графини.
- Исполнитель роли Папы Александра VI  обозначен в титрах как «Якопо Бериници». Любопытно, что «Якопо Береници» был литературным псевдонимом, используемым режиссёром Крисом Маркером — другом и соратником Боровчика.
- «Аморальные истории» были задуманы в 1973 году как фильм из шести историй. Другие две были также сняты, но «Частная коллекция» (фр. Une collection particulière) была выпущена как отдельный короткометражный фильм, тогда как «Подлинная история зверя из Жеводана» (фр. La véritable historie de la bête du Gévaudan) легла в основу полнометражного фильма «Зверь» (фр. La bête) (1975).
- «Аморальные истории» были первым эротическим фильмом, показанным по французскому телевидению (канал Antenne 2) в 1978 году, однако четвёртая новелла была опущена из-за смерти Папы[2].